# دیوید برترتون
دیوید برترتون (انگلیسی: David Bretherton؛ ۲۹ فوریهٔ ۱۹۲۴ – ۱۱ مهٔ ۲۰۰۰) یک تدوین‌گر اهل ایالات متحده آمریکا بود.
وی همچنین برنده جوایزی همچون جایزه اسکار بهترین تدوین فیلم در سال ۱۹۷۲ شده است.

## فیلم‌شناسی
| - Hilda Crane (۱۹۵۶) - عشقبازی به یادماندنی (۱۹۵۷) - پیتون پلیس (۱۹۵۷) - Ten North Frederick (۱۹۵۸) - خاطرات آنه فرانک (۱۹۵۹) - Return to Peyton Place (۱۹۶۱) - State Fair (۱۹۶۲) - ترن (۱۹۶۴) - The Sandpiper (۱۹۶۵) - The Honey Pot (۱۹۶۷) - Lovers and Other Strangers (۱۹۷۰) - در یک روز آفتابی همه‌جا را می‌توانی ببینی (۱۹۷۰) - کاباره (۱۹۷۲) - وست ورلد (۱۹۷۳) - Slither (۱۹۷۳) - ببر را نجات دهید (۱۹۷۳) - Bank Shot (۱۹۷۴) - The Man in the Glass Booth (۱۹۷۵) | - Silver Streak (۱۹۷۶) - That's Entertainment, Part II (۱۹۷۶) - کما (۱۹۷۸) - Winter Kills (۱۹۷۹) - نخستین سرقت بزرگ قطار (۱۹۷۹) - It's My Turn (۱۹۸۰ - uncredited) - The Best Little Whorehouse in Texas (۱۹۸۲) - Cannery Row (۱۹۸۲) - Man, Woman and Child (۱۹۸۳) - سرنخ (فیلم) (۱۹۸۵) - کودک: راز افسانه گمشده (۱۹۸۵) - The Pick-up Artist (۱۹۸۷) - دریای عشق (۱۹۸۹) - Malice (۱۹۹۳) - تالار شهر (۱۹۹۶) |